# Kościół Wahramaszen
Kościół Wahramaszen (orm. Վահրամաշեն եկեղեցի) – kościół położony na zboczach góry Aragac w prowincji Aragacotn w Armenii, przy ruinach fortecy Amberd. W związku z lokalizacją nazywany również jest kościołem Amberd.

## Historia
Kościół został wzniesiony przez księcia Wahrama Pahlawuniego, z imieniem którego wiąże się nazwa świątyni. Napis po wewnętrznej stronie nadproża północnego portalu podaje 1026 rok, jako datę ukończenia budowy.
Obiekt remontowano w 1936 i 1970 roku.

## Architektura
Materiał budowlany dla świątyni stanowił lokalny bazalt. Podstawą planu kościoła jest krzyż wpisany w prostokąt, tak że budynek oglądany z zewnątrz jest prostokątny, natomiast wnętrze jest na planie krzyża z czterema małymi pomieszczeniami w rogach. Jedno z ramion krzyża kończy się półkolistą apsydą ołtarzową.
Na dachu świątyni znajduje się duży, dwunastokątny bęben, z parami wąskich, ozdobnych kolumienek na krawędzi każdego boku. Na bębnie spoczywa stożkowa kopuła typu parasolowego. W każdej ze ścian budowli znajduje się po jednym wąskim oknie, ponadto u podstawy bębna zlokalizowane są kolejne cztery okienka. Do wnętrza prowadzą dwa wejścia: jedno na ścianie południowej i drugie na północnej, przy czym południowy portal obramowany jest podwójnym łukiem.